# Hrabské
Hrabské (in ungherese Geréb, in tedesco Grafenberg, in ruteno Hrabske) è un comune della Slovacchia facente parte del distretto di Bardejov, nella regione di Prešov.

## Storia
Il villaggio viene citato per la prima volta nel 1338, quando Carlo Roberto re d'Ungheria donò il villaggio e il cantone di Malcov, già possedimento del castello di Šariš, a Bartolomeus, figlio di Pankratius, signore di Polanovce. All'epoca, nel villaggio, si amministrava la giustizia secondo le regole del diritto germanico. Nel XVII secolo appartenne ai Čáky, e nel XIX secolo agli Anhalt.